# Técnicas de creatividad
Las técnicas de creatividad son métodos que fomentan acciones creativas, ya sea en las artes, en las ciencias o en los negocios. Se centran en una variedad de aspectos que conforman la creatividad, como son las técnicas de generación de ideas, el pensamiento divergente, métodos de resolución de problemas, los cambios en el entorno, entre otros. Se pueden utilizar para la resolución de conflictos, la expresión artística o la terapia.
Algunas técnicas requieren grupos de dos o más personas, mientras que otras técnicas pueden llevarse a cabo de manera individual. Estos métodos incluyen juegos de palabras, ejercicios escritos y diferentes tipos de improvisación o algoritmos para abordar los problemas. Las técnicas aleatorias también son comunes pues de ellas se puede tomar ventaja para la improvisación y la autenticidad.

## Técnicas aleatorias
Las técnicas aleatorias son la incorporación de la casualidad en el proceso de creación, especialmente la creación de arte o los medios de comunicación. Estas técnicas se encuentran comúnmente en la música, el arte y la literatura y sobre todo en la poesía. Andy Voda hizo una película en 1979 llamada "Chance Chants", que produjo por casualidad o de manera inesperada. En la música, John Cage, un músico de vanguardia, compone parte de su música mediante la superposición de mapas de estrellas o la técnica de la hoja en blanco, haciendo sus canciones al azar, sin preparación previa y dejando que la toma de decisiones sea espontánea por parte de los intérpretes.
Otras formas de practicar la aleatoriedad en la creatividad o toma de decisiones incluyen el lanzamiento de una moneda, elegir algo que se encuentra dentro de un sombrero o la selección de palabras al azar de un diccionario.
En resumen, las técnicas aleatorias son una forma de introducir nuevos pensamientos o ideas en un proceso creativo.

## Improvisación
La improvisación es un proceso creativo que puede ser hablado, escrito o compuesto sin preparación previa.
La improvisación también llamada espontaneidad, puede conducir al descubrimiento de nuevas formas de actuar, nuevos patrones de pensamiento y prácticas o la creación de nuevas estructuras. La improvisación se utiliza en la creación de música, teatro y otras actividades. Muchos artistas también utilizan técnicas de improvisación para ayudar a su flujo creativo de ideas.
A continuación se presentan dos métodos muy relevantes en la improvisación:
- El teatro de improvisación, es una forma de teatro en la que los actores utilizan técnicas de improvisación en la actuación para llevar a cabo una representación de manera espontánea. Muchas técnicas de improvisación se imparten en clases de teatro estándar. Las habilidades básicas de escuchar, tener claridad, confianza y la realización de las actividades de forma instintiva y espontánea se consideran habilidades importantes a desarrollar para los actores.[2]

- La improvisación libre es la composición en tiempo real. Músicos de todos los géneros musicales pueden improvisar su música, pues no se limita a un género particular. Dos ejemplos de músicos contemporáneos que utilizan la improvisación libre son Anthony Braxton y Cecil Taylor. A través de la improvisación libre, los músicos pueden desarrollar una mayor espontaneidad y fluidez.[3]

Cada tipo de improvisación mejora las habilidades de pensamiento y de acción del actor y esto se puede lograr sin ninguna práctica. Un conjunto similar de técnicas se llama alienación, este nombre se le acuñó debido a que la técnica consiste en que los actores no ensayan sus escenas o incluso no leen sus guiones. La improvisación es una técnica durante la cual los actores forman una historia, empieza y termina en el acto, y hacen todo lo posible por mantenerse dentro del personaje que están representando.

## Resolución de problemas
En contextos de resolución de problemas, la técnica de creatividad aleatoria es quizás el método más simple. Una persona que se enfrenta a un problema y se le da una palabra generada al azar, se espera que resuelva el problema con una solución derivada de alguna asociación entre la palabra dada y el problema. Una imagen, sonido o artículo se pueden utilizar también en lugar de la palabra al azar como una especie de provocación de la creatividad.

## Herramientas y metodologías para fomentar la creatividad
Existen diversas herramientas y metodologías para fomentar la creatividad:
- Teoría para Resolver Problemas de Inventiva (TRIZ) y Algoritmo para Resolver Problemas de Inventiva (ARIZ).
- Proceso de solución creativo de problemas (CPS).
- Pensamiento lateral.
- Seis sombreros para pensar (Six Thinking Hats).
- Método Herrmann .
- Lluvia de ideas (Brainstorming y Brainwriting).
- Pensar fuera de la caja.
- Herramientas para las ideas (Tools for Ideas).
- Juegos de guerra en negocios.
- Análisis FODA.
- Método USIT de la creatividad.
- Experimento mental.
- Modelo de las 5Ws.
- Coaching.
- Metaplan